# Tolpia sikkimensis
Tolpia sikkimensis är en fjärilsart som beskrevs av Embrik Strand 1922. Tolpia sikkimensis ingår i släktet Tolpia och familjen nattflyn. Inga underarter finns listade i Catalogue of Life.